# Holocentrus
Holocentrus – rodzaj ryb z rodziny hajdukowatych (Holocentridae).

## Klasyfikacja
Gatunki zaliczane do tego rodzaju:
- Holocentrus adscensionis
- Holocentrus rufus – hajduk rdzawy[3], hajduk jasnopłetwy[4]

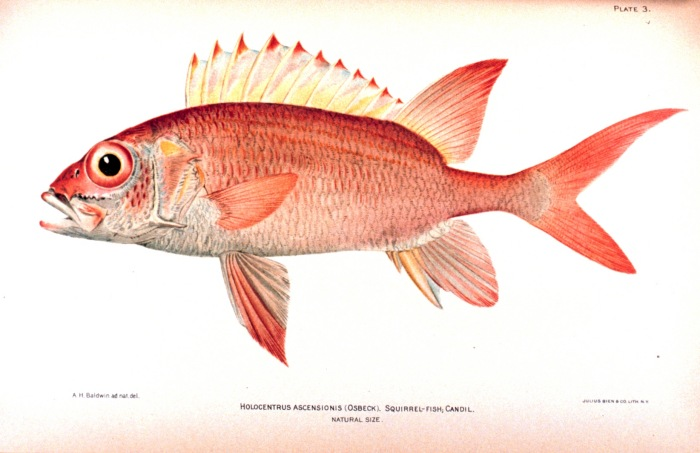
Holocentrus adscensionis